# Вольфганг Шпорн
Вольфганг Шпорн (нім. Wolfgang Sporn; 12 вересня 1912 — 11 липня 1968, Гран-Канарія) — німецький офіцер-підводник, капітан-лейтенант крігсмаріне.

## Біографія
Служив на торговому флоті. 8 квітня 1934 року вступив у ВМС. З вересня 1939 року — командир роти і керівник загороджень берегової оборони Данцига. З жовтня 1939 року — ордонанс-офіцер і командир роти 9-го запасного дивізіону морської артилерії. З січня 1940 року — командир корабля 4-ї флотилії мінних тральщиків. З серпня 1940 року — 3-й офіцер Адмірал-штабу в штабі командування групи ВМС «Захід». В березні 1941 року розпочав курс підводника, після завершення якого до листопада 1941 року був вахтовим офіцером на підводному човні U-569. З 20 грудня 1941 по 17 лютого 1943 року — командир U-439, на якому здійснив 2 походи (разом 49 днів у морі). З лютого 1943 року служив в штабі командувача-адмірала підводного флоту. З квітня 1943 року — навчальний керівник і командир роти училища загороджень. В травні 1945 року взятий в полон. 15 серпня 1945 року звільнений.

## Звання
- Кандидат в офіцери (8 квітня 1934)
- Фенріх-цур-зее (1 липня 1935)
- Оберфенріх-цур-зее (1 січня 1937)
- Лейтенант-цур-зее (1 квітня 1937)
- Оберлейтенант-цур-зее (1 квітня 1939)
- Капітан-лейтенант (1 березня 1942)

## Нагороди
- Медаль «За вислугу років у Вермахті» 4-го класу (4 роки)
- Залізний хрест 2-го класу
- Нагрудний знак мінних тральщиків
- Нагрудний знак підводника